# Dolardo
Dolardo est un village togolais situé dans la préfecture de Bassar (région de la Kara).